# Girau do Ponciano
Girau do Ponciano es un municipio brasileño del estado de Alagoas. Según el censo del IBGE del año 2010, su población era de 36625 habitantes y su área es de 502.150 km².